# 霍爾德 (佛羅里達州)
霍爾德（英語：Holder）是位於美國佛羅里達州西特拉斯縣的一個非建制地區。該地的面積和人口皆未知。

## 地理
霍爾德的座標為28°58′01″N 82°25′14″W / 28.96694°N 82.42056°W，而該地的平均海拔高度為18米（即59英尺）。